# Pantopipetta gracilis
Pantopipetta gracilis är en havsspindelart som beskrevs av Turpaeva, E.P. 1993. Pantopipetta gracilis ingår i släktet Pantopipetta och familjen Austrodecidae. Inga underarter finns listade i Catalogue of Life.